# Alfredo Grelak
Alfredo Daniel Grelak (Berazategui, Buenos Aires, Argentina; 20 de septiembre de 1970) es un exfutbolista y entrenador argentino. Actualmente está sin club.

## Trayectoria

### Como jugador
Defensor central, en su país natal defendió las camisetas de Quilmes, Huracán Corrientes, Gimnasia y Esgrima (CdU), Los Andes, Platense, Temperley y Defensores de Cambaceres. Con el equipo correntino logró el ascenso a la Primera División de Argentina.
En el extranjero, defendió los colores de Racing de Santander y Real Sociedad Gimnástica de Torrelavega en España; en Francia jugó para el SM Caen, donde fue dirigido por su compatriota Gabriel Calderón, en su segundo partido fue expulsado y no logró recuperar el puesto. También tuvo un paso por Unión Española de Chile, donde tuvo un paso sin pena ni gloria.

### Como entrenador
Comenzó dirigiendo las divisiones inferiores de Quilmes, en donde dirigió varias categorías, hasta que coincidió con Hugo Tocalli, quien lo llamó para formar parte del proceso de selecciones juveniles con Chile, específicamente la Selección sub-17 en octubre de 2013.Tras el fracaso del combinado chileno en el Sudamericano Sub-17 de 2015, tanto Tocalli como Grelak renunciaron a sus cargos.
Luego de dirigir a la reserva de Quilmes, en diciembre de 2015 es anunciado como nuevo entrenador del equipo cervercero en la Primera División.En mayo de 2016, pese a las complicaciones económicas, logró salvar al equipo del descenso; sin embargo, en abril de 2017 presentó su renuncia al banco. En junio de 2017 fue anunciado como el nuevo adiestrador de Almagro, donde pese a realizar una aceptable campaña, en marzo de 2018 renunció sorpresivamente al cargo.
En mayo de 2018 firmó como nuevo entrenador de Mitre de Santiago del Estero de la Primera Nacional,donde renunció en marzo de 2019 tras una racha de 6 partidos sin victorias y luego de una derrota por 3-0 ante Brown de Puerto Madryn.En septiembre de 2019 es anunciado como nuevo director técnico de San Martín de San Juan en reemplazo de Rubén Forestello,siendo despedido en febrero de 2020 por malos resultados.En enero de 2021 es Boca Unidos quien contrata sus servicios, donde tras 9 partidos oficiales fue cesado de su cargo.
En noviembre de 2021 asume como entrenador de Nueva Chicago de la Primera Nacional, con vistas a la temporada 2022, reemplazando a Walter Marchesi.En julio de 2022, tras caer 3-4 ante Villa Dálmine, deja el cargo de entrenador por mutuo acuerdo con la dirigencia.En noviembre de 2022 es anunciado como flamante técnico de Mitre de Santiago del Estero, en su segundo ciclo.Luego de una destacada campaña, donde clasificó a la Copa Argentina tras 5 años y llegando a los octavos de final del reducido de la Primera Nacional, en octubre de 2023 le comunica a los dirigentes que no continuará en su cargo.
En noviembre de 2023 acordó su llegada a San Telmo de la Primera Nacional, en reemplazo de José María Bianco.En la Primera Nacional 2024 ha tenido una destacada participación, siendo considerado como uno de los equipos revelación de la categoría.En diciembre de 2024, el club anunció su salida del cargo.
El 2 de diciembre de 2024, fue confirmado como técnico de Ferro Carril Oeste. El 23 de junio de 2025, dejó su cargo después de una serie de malos resultados.

## Clubes

### Como jugador
| Club                                    | País      | Año       |
| --------------------------------------- | --------- | --------- |
| Quilmes                                 | Argentina | 1987-1994 |
| Racing de Santander                     | España    | 1994      |
| Real Sociedad Gimnástica de Torrelavega | España    | 1995      |
| Huracán Corrientes                      | Argentina | 1995-1997 |
| Unión Española                          | Chile     | 1997-1998 |
| SM Caen                                 | Francia   | 1998      |
| Gimnasia y Esgrima (CdU)                | Argentina | 1998-2001 |
| Los Andes                               | Argentina | 2001      |
| Platense                                | Argentina | 2002-2003 |
| Gimnasia y Esgrima (CdU)                | Argentina | 2003-2004 |
| Temperley                               | Argentina | 2004-2005 |
| Defensores de Cambaceres                | Argentina | 2005-2006 |

### Como entrenador
- Actualizado hasta el 22 junio de 2025.

| Club                                                                                        | Div.                | Temporada           | Liga | Liga | Liga | Liga | Liga | Liga | Liga | Copas Nacionales(1) | Copas Nacionales(1) | Copas Nacionales(1) | Copas Nacionales(1) | Copas Nacionales(1) | Copas Nacionales(1) | Copas Nacionales(1) | Total | Total | Total | Total | Total | Total | Total  | Efectividad (2) |
| Club                                                                                        | Div.                | Temporada           | PD   | G    | E    | P    | GF   | GC   | DG   | PD                  | G                   | E                   | P                   | GF                  | GC                  | DG                  | PD    | G     | E     | P     | GF    | GC    | DG     | Efectividad (2) |
| ------------------------------------------------------------------------------------------- | ------------------- | ------------------- | ---- | ---- | ---- | ---- | ---- | ---- | ---- | ------------------- | ------------------- | ------------------- | ------------------- | ------------------- | ------------------- | ------------------- | ----- | ----- | ----- | ----- | ----- | ----- | ------ | --------------- |
| Quilmes Argentina                                                                           |                     |                     |      |      |      |      |      |      |      |                     |                     |                     |                     |                     |                     |                     |       |       |       |       |       |       |        |                 |
| 1.ª                                                                                         | 2016                | 16                  | 3    | 6    | 7    | 21   | 32   | -11  | -    | -                   | -                   | -                   | -                   | -                   | -                   | 16                  | 3     | 6     | 7     | 21    | 32    | -11   | 31.25% |                 |
| 1.ª                                                                                         | 2016-17             | 18                  | 5    | 4    | 9    | 14   | 30   | -16  | -    | -                   | -                   | -                   | -                   | -                   | -                   | 18                  | 5     | 4     | 9     | 14    | 30    | -16   | 35.19% |                 |
| Total club                                                                                  | Total club          | 34                  | 8    | 10   | 16   | 35   | 62   | -27  | -    | -                   | -                   | -                   | -                   | -                   | -                   | 34                  | 8     | 10    | 16    | 35    | 62    | -27   | 33.33% |                 |
| Almagro Argentina                                                                           | 2.ª                 | 2016-17             | 5    | 2    | 1    | 2    | 6    | 5    | 1    | -                   | -                   | -                   | -                   | -                   | -                   | -                   | 5     | 2     | 1     | 2     | 6     | 5     | +1     | 46.67%          |
| Almagro Argentina                                                                           | 2.ª                 | 2017-18             | 19   | 8    | 6    | 5    | 24   | 15   | 9    | -                   | -                   | -                   | -                   | -                   | -                   | -                   | 19    | 8     | 6     | 5     | 24    | 15    | +9     | 52.63%          |
| Almagro Argentina                                                                           | Total club          | Total club          | 24   | 10   | 7    | 7    | 30   | 20   | 10   | -                   | -                   | -                   | -                   | -                   | -                   | -                   | 24    | 10    | 7     | 7     | 30    | 20    | 10     | 51.39%          |
| Mitre (SdE) Argentina                                                                       | 2.ª                 | 2018-19             | 19   | 8    | 4    | 7    | 18   | 20   | -2   | -                   | -                   | -                   | -                   | -                   | -                   | -                   | 19    | 8     | 4     | 7     | 18    | 20    | -2     | 49.12%          |
| Mitre (SdE) Argentina                                                                       | 2.ª                 | 2023                | 35   | 15   | 7    | 13   | 38   | 38   | 0    | -                   | -                   | -                   | -                   | -                   | -                   | -                   | 35    | 15    | 7     | 13    | 38    | 38    | 0      | 49.52%          |
| Mitre (SdE) Argentina                                                                       | Total club          | Total club          | 54   | 23   | 11   | 20   | 56   | 58   | -2   | -                   | -                   | -                   | -                   | -                   | -                   | -                   | 54    | 23    | 11    | 20    | 56    | 58    | -2     | 49.38%          |
| San Martín (SJ) Argentina                                                                   | 2.ª                 | 2019-20             | 15   | 5    | 6    | 4    | 14   | 14   | 0    | -                   | -                   | -                   | -                   | -                   | -                   | -                   | 15    | 5     | 6     | 4     | 14    | 14    | 0      | 46.67%          |
| San Martín (SJ) Argentina                                                                   | Total club          | Total club          | 15   | 5    | 6    | 4    | 14   | 14   | 0    | -                   | -                   | -                   | -                   | -                   | -                   | -                   | 15    | 5     | 6     | 4     | 14    | 14    | 0      | 46.67%          |
| Boca Unidos Argentina                                                                       | 3.ª                 | 2021                | 9    | 2    | 4    | 3    | 9    | 11   | -2   | 1                   | 0                   | 0                   | 1                   | 0                   | 2                   | -2                  | 9     | 2     | 4     | 3     | 9     | 13    | -4     | 37.04%          |
| Boca Unidos Argentina                                                                       | Total club          | Total club          | 9    | 2    | 4    | 3    | 9    | 11   | -2   | 1                   | 0                   | 0                   | 1                   | 0                   | 2                   | -2                  | 9     | 2     | 4     | 3     | 9     | 13    | -4     | 37.04%          |
| Nueva Chicago Argentina                                                                     | 2.ª                 | 2022                | 24   | 5    | 9    | 10   | 24   | 33   | -9   | -                   | -                   | -                   | -                   | -                   | -                   | -                   | 24    | 5     | 9     | 10    | 24    | 33    | -9     | 33.33%          |
| Nueva Chicago Argentina                                                                     | Total club          | Total club          | 24   | 5    | 9    | 10   | 24   | 33   | -9   | -                   | -                   | -                   | -                   | -                   | -                   | -                   | 24    | 5     | 9     | 10    | 24    | 33    | -9     | 33.33%          |
| San Telmo Argentina                                                                         | 2.ª                 | 2024                | 41   | 19   | 11   | 11   | 51   | 29   | +22  | -                   | -                   | -                   | -                   | -                   | -                   | -                   | 41    | 19    | 11    | 11    | 51    | 29    | +22    | 55.28%          |
| San Telmo Argentina                                                                         | Total club          | Total club          | 41   | 19   | 11   | 11   | 51   | 29   | +22  | -                   | -                   | -                   | -                   | -                   | -                   | -                   | 41    | 19    | 11    | 11    | 51    | 29    | +22    | 55.28%          |
| Ferro Argentina                                                                             | 2.ª                 | 2025                | 19   | 6    | 5    | 8    | 12   | 18   | -6   | -                   | -                   | -                   | -                   | -                   | -                   | -                   | 19    | 6     | 5     | 8     | 12    | 18    | -6     | 40.35%          |
| Ferro Argentina                                                                             | Total club          | Total club          | 19   | 6    | 5    | 8    | 12   | 18   | -6   | -                   | -                   | -                   | -                   | -                   | -                   | -                   | 19    | 6     | 5     | 8     | 12    | 18    | -6     | 40.35%          |
| Total en su carrera                                                                         | Total en su carrera | Total en su carrera | 219  | 78   | 63   | 78   | 231  | 245  | -14  | 1                   | 0                   | 0                   | 1                   | 0                   | 2                   | -2                  | 220   | 78    | 63    | 79    | 231   | 247   | -16    | 45%             |
| (1) Las copas nacionales se refiere a la Copa Argentina. (2) No incluye partidos amistosos. |                     |                     |      |      |      |      |      |      |      |                     |                     |                     |                     |                     |                     |                     |       |       |       |       |       |       |        |                 |

## Palmarés

### Como jugador

#### Torneos nacionales
| Título             | Club               | País      | Año  |
| ------------------ | ------------------ | --------- | ---- |
| Primera B Nacional | Quilmes            | Argentina | 1991 |
| Primera B Nacional | Huracán Corrientes | Argentina | 1996 |